# PlayStation Mobile
PlayStation Mobile (anteriormente PlayStation Suite) era uma estrutura de framework usada para fornecer conteúdo PlayStation para dispositivos que atendessem aos requisitos de Certificação PlayStation. Isso inclui dispositivos que executam o Android 2.3 e atendem requisitos de hardware específicos não anunciados, PlayStation Vita e PlayStation TV. O PlayStation Mobile é baseado na plataforma Mono.
O Open Beta foi lançado em 19 de abril de 2012. A PlayStation Mobile abriu nos Estados Unidos, Japão, Canadá, Reino Unido, França, Alemanha, Itália, Espanha e Austrália em 3 de outubro de 2012. A Sony afirma que o suporte da PlayStation Mobile continuará a ser lançado para mais países ao longo do tempo. Também foi afirmado que a integração de troféus da PlayStation Network está sendo trabalhada.
Em 8 de maio de 2013, a Sony anunciou que a taxa de licença da publicadora de €80 / £65 / $99 seria dispensada na tentativa de atrair mais desenvolvedores para criar jogos para o serviço. A PlayStation Mobile 2.00 lançada em 2014 era almejada somente ao PlayStation Vita e (opcionalmente) PlayStation TV.
Foi anunciado em 2015 que a PlayStation Mobile será desligada dos consoles. O serviço nunca decolou apesar da disponibilidade em vários aparelhos de muitos fabricantes. O cancelamento estava prevista para 15 de julho de 2015, mas esteve operacional até o final do dia 16 de julho. O serviço foi completamente encerrado em 10 de setembro de 2015, na qual já não seria possível baixar as compras existentes, no entanto, os jogos poderiam ser armazenados em um console PlayStation 3 ou PC via Content Manager para serem transferidos a qualquer momento. A ativação do sistema esteve disponível até 29 de fevereiro de 2016 nas configurações do sistema. Os usuários devem atualizar seus sistemas PS Vita / PS TV para o software mais recente do sistema (versão 3.55 e posterior), estar conectado online e lançar seu conteúdo PSM comprado até 29 de fevereiro de 2016. A ativação será concluída apenas pelo lançamento do conteúdo uma vez. O serviço todavia continua funcionando para o sistema Android e iOS como desenvolvedora e publicadora de jogos.

## Jogos
Os jogos lançados na PlayStation Mobile estão disponíveis para dispositivos via PlayStation Store, permitindo que os jogadores baixem os títulos para seus dispositivos. Os jogos lançados no programa podem ter os controles DualShock sobrepostos na parte superior da tela sensível ao toque, no entanto, para dispositivos que possuem botões analógicos, como PlayStation Vita e Xperia Play, os controles são mapeados diretamente para eles. Os desenvolvedores também podem fazer jogos de tela de toque, se eles assim escolherem.
Na E3 2012, a Sony anunciou que a PlayStation Mobile tinha 56 casas de software estabelecidas e empenhadas em fornecer conteúdo na plataforma.
Houve mais de 100 jogos disponíveis no serviço.

## PlayStation Certified

Logo oficial da PlayStation certified

Para garantir que os dispositivos Android executem o conteúdo PlayStation Mobile corretamente, a Sony tinha criado um conjunto de diretrizes e requisitos para o hardware conhecido como PlayStation Certified. O primeiro dispositivo certificado foi o Xperia Play. O PlayStation Vita e a PlayStation TV também teve acesso ao PlayStation Mobile. Em uma atualização de novembro de 2011, o Sony Ericsson Xperia Arc, lançado anteriormente e o Sony Ericsson Xperia acro, foram certificados pela PlayStation. O Sony Xperia S, Sony Xperia ion e Sony Tablets também foram certificados pela PlayStation.
A HTC foi a primeira empresa de fabricação não-Sony revelada a oferecer dispositivos certificados pela PlayStation. Os aparelhos da HTC One série serão suportados, os modelos notáveis incluem HTC One X, HTC One S, HTC One V, HTC One XL, HTC One X + e HTC Evo 4G LTE. Na conferência de imprensa na Gamescom 2012 , Foi revelado que o tablet de jogos WikiPad também seria certificado pela PlayStation e que a ASUS também criaria hardware certificada. Na conferência da Tokyo Game Show de 2012, Fujitsu e Sharp foram anunciados como dois outros parceiros.

## Pacotes de Tempo de Execução
| Verssão Data de lançamento (UTC) Notas                | Description |
| ----------------------------------------------------- | --- |
| 2.00 2014 (PlayStation Vita e PlayStation TV somente) | - Permite o uso do touch pad traseiro como opção de controle - Agora as texturas compactadas são suportadas - Memória maior disponível - O gamepad virtual não é mais necessário |
| 1.22 2013                                             | |
| 1.21 2013                                             | |
| 1.20 20 de agosto de 2013                             | - O recurso do placar foi adicionado - Maior conveniência ao criar chaves - Adicionado o Windows 8 como um alvo de suporte oficial do SDK. Removido o Windows XP como um alvo de suporte oficial do SDK - Suporta o recurso multi-usuário adicionado ao Android 4.2 (Jelly Bean) - Quando o aplicativo está escondido no Android, o aplicativo não termina mais |
| 1.11 22 de abril de 2013                              | - Adicionado uma nova API que fornece código de 16 bytes com base na conta da PSN - Correções de erros |
| 1.02 19 de dezembro de 2012                           | - Alterações de plano de fundo para novos recursos do SDK |
| 1.00 3 de outubro de 2012                             | - Lançamento inicial |